# Euphonia saturata
La eufonia coroninaranja (Euphonia saturata) es una especie de ave paseriforme de la familia Fringillidae propia de América del Sur.

## Distribución y hábitat
Se la encuentra en Colombia, Ecuador, y Perú. Sus hábitats naturales son los bosques secos tropicales, los bosques bajos húmedos tropicales y los bosques muy degradados.